# 金彰植
金 彰植（キム・チャンシク、朝鮮語: 김창식）は、朝鮮民主主義人民共和国の政治家。農業相、農業委員会第1副委員長などを歴任した。

## 経歴
出生地や生年月日は不明。1975年に政務院農業委員会干拓設計事業所技師長に就任した。1990年に最高人民会議第9期代議員に選任され、1997年に農業委員会第1副委員長に任命された。1998年に農業副相となり、2001年2月に農業相に任命された。同年11月には国際連合食糧農業機関総会に参加するため、イタリアを訪問した。2003年7月に農業相を解任され、2006年10月には農業副相に降格したが、2009年1月に農業相に復帰した。2009年3月に金英逸内閣総理が中国を訪問し、温家宝国務院総理と会談を行った際に同席した。同年4月9日に開催された最高人民会議第12期第1回会議で農業相に再任されたが、2011年1月に解任された。

## 参考サイト
북한정보포털
| 先代李河燮 | 農業相2001年 - 2003年 | 次代李景植 |

| 先代李景植 | 農業相2009年 - 2011年 | 次代李景植 |